# باول كريستنسن
باول كريستنسن (بالإنجليزية: Paul Christensen) (15 أبريل 1996 في الولايات المتحدة - ) هو لاعب كرة قدم أمريكي في مركز حراسة المرمى. لعب مع سياتل ساوندرز.

## وصلات خارجية
- باول كريستنسن على موقع قاعدة بيانات كرة القدم.إي يو (الإنجليزية)
- باول كريستنسن على موقع Soccerway.com (الإنجليزية)